# Jordbävningen i Çaldıran-Muradiye 1976
Jordbävningen i Çaldıran-Muradiye 1976 inträffade klockan 12:22 UTC den 24 november 1976. Epicentrum fanns vid Muradiye i den östligaste delen av Turkiet. Jordbävningen uppmättes till en magnitud av 7,3 med maximal intensitet X på Mercalliskalan och orsakade omkring 5 000 dödsfall .
Den 26 och 27 november inträffade ytterligare skalv. I städerna Ercis, Diyadin, Muradiye och Caldarin öster om Araratbergen hittades 3 626 lik. Enligt de första uppgifterna jämnades cirka 10 000 hus med marken, 4 000 personer skadades och tusentals blev hemlösa. Många dog i kylan, eftersom hjälpinsatserna drabbades av svårigheter att nå katastrofområdet. 

### Fotnoter
1. ↑  NGDC. ”Comments for the Significant Earthquake”. Arkiverad från originalet den 13 augusti 2017. https://web.archive.org/web/20170813012819/https://www.ngdc.noaa.gov/nndc/struts/results?eq_0=4752&t=101650&s=13&d=22,26,13,12&nd=display. Läst 27 augusti 2010.
2. ↑  Horisont 1976, Bertmarks förlag, sidan 276 - Jordskalv i Turkiet. Många dog i kylan